# Castelnau-de-Médoc
 Castelnau-de-Médoc  là một xã thuộc tỉnh Gironde trong vùng Nouvelle-Aquitaine tây nam nước Pháp.